# Ruusrock
Ruusrock is een eendaags Belgisch muziekfestival dat plaatsvindt in de maand mei in de gemeente Gruitrode sinds 2008.

## Headliners
- 2012: Dog Eat Dog
- 2013: The Exploited
- 2014: Therapy?